# Kamerconcert nr. 9 voor viool, altviool en kamerorkest
Het Kamerconcert nr. 9 voor viool, altviool en orkest is een compositie van Vagn Holmboe.
Naast een serie genummerde symfonieën en strijkkwartetten schreef Holmboe ook een aantal genummerde kamerconcerten.
Holmboe schreef volgens zijn werkenlijst met opusnummer vier kamerconcerten op rij. Kamerconcert nr. 7 voor hobo en kamerorkest, Kamerconcert nr. 8 voor orkest, Kamerconcert nr. 8 voor viool, altviool en orkest en Kamerconcert nr. 10 dragen opusnummers 37-40.
Nummer 9 daarin is een variant van een dubbelconcert met twee solisten. Het heeft een driedelige opzet en de klassieke indeling snel-langzaam-snel:
1. Allegro molto, sluit af met een cadens voor de twee solisten
2. Andante tranquillo, is alleen voor de twee solisten (zonder begeleiding) met enige invloed van romantische klank (een zeldzaamheid binnen het oeuvre van Holmboe) naar voorbeeld van Carl Nielsen
3. Finale: Allegro; gaat meer richting dansmuziek van de Balkan; een vergelijking met Holmboes voorbeeld Bela Bartók is snel gemaakt.

De eerste uitvoering vond plaats op 26 juni 1947 door het orkest van concertzaal Tivoli onder leiding van Thomas Jensen. Solisten waren Else Marie Bruun en Julius Koppel; die solisten waren net terug in Denemarken na hun ballingschap tijdens de Tweede Wereldoorlog uit Zweden.
Orkestratie:
- soloviool en -altviool
- 2 dwarsfluiten,  2 hobo’s, 2 klarinetten, 2 fagotten
- 3 hoorns, 3 trompetten
- pauken, 2 man/vrouw percussie
- violen, altviolen, celli,  contrabassen

Concerto’sAltvioolconcert · Celloconcert · Concert voor blokfluit, strijkinstrumenten, celesta en vibrafoon · Concert voor orkest · Fluitconcert nr. 1 · Fluitconcert nr. 2 · Tubaconcert · Vioolconcert nr. 1 · Vioolconcert nr. 2
Kamerconcerto’sKamerconcert nr. 1 voor piano, strijkinstrumenten en pauken · Kamerconcert nr. 2 voor fluit, viool, strijkinstrumenten en percussie · Kamerconcert nr. 3 voor klarinet en kamerorkest · Kamerconcert nr. 4 voor pianotrio en kamerorkest · Kamerconcert nr. 5 voor altviool en kamerorkest · Kamerconcert nr. 6 voor viool en kamerorkest · Kamerconcert nr. 7 voor hobo en kamerorkest · Kamerconcert nr. 8 voor orkest · Kamerconcert nr. 9 voor viool, altviool en kamerorkest · Kamerconcert nr. 10 · Kamerconcert nr. 11 voor trompet en orkest · Kamerconcert nr. 12 voor trombone en orkest · Kamerconcert nr. 13 voor hobo, altviool en kamerorkest